# Xiphidiopicus percussus
A Xiphidiopicus percussus a madarak (Aves) osztályának harkályalakúak (Piciformes) rendjébe, ezen belül a harkályfélék (Picidae) családjába tartozó Xiphidiopicus madárnem egyetlen faja.

## Rendszerezés
Legközelebbi rokonai a Melanerpes nembe tartoznak, távolabbiak pedig a Sphyrapicus nembe.

## Előfordulása
Kuba területén él. A természetes élőhelyei száraz erdők, síkvidéki nedves erdők és erősen lepusztult erdők.

## Alfajai
- Xiphidiopicus percussus cocoensis
- Xiphidiopicus percussus gloriae
- Xiphidiopicus percussus insulaepinorum Bangs, 1910
- Xiphidiopicus percussus marthae
- Xiphidiopicus percussus monticola
- Xiphidiopicus percussus percussus (Temminck, 1826)

## Megjelenése
Testhossza 21-25 centiméter, testtömege 48–97 gramm. Tollazata többnyire zöld, mindkét nemnek fehér a feje, vastag fekete csík van a szeme mögött és piros folt a torkán. A hímek homloka és tarkója is vörös.

## Életmódja
Egyenként vagy párban, de néha kisebb csoportokban a fákon, azok törzsén és a koronájában rovarokat keresgélnek.

## Szaporodása
Fészekalja 3-4 tojásból áll.